# Пуула
Пуула (фин. Puula) или Пу́улавеси (фин. Puulavesi) — озеро, располагающееся на территории финских муниципалитетов Хирвенсалми, Кангасниеми и Миккели. Пуула находится на высоте 94,7 м над уровнем моря, площадь — 330,76 км², максимальная глубина озера — 62 м.
Рядом с озером протекает река Кюмийоки.
Вода из озера Пуула спускается в озеро Вахваярви по каналу Киссакоски.